# Pakistanische Cricket-Nationalmannschaft in Australien in der Saison 1995/96
Die Tour der pakistanischen Cricket-Nationalmannschaft nach Australien in der Saison 1995/96 fand vom 9. November bis zum 4. Dezember 1995 statt. Die internationale Cricket-Tour war Bestandteil der Internationalen Cricket-Saison 1995/96 und umfasste drei Tests. Australien gewann die Serie 2–1.

## Vorgeschichte
Pakistan spielte zuvor in einem Drei-Nationen-Turnier in den Vereinigten Arabischen Emiraten, für Australien ist es die erste Tour der Saison. Das letzte Aufeinandertreffen der beiden Mannschaften bei einer Tour fand in der Saison 1994/95 in Pakistan statt.

## Stadien
Die folgenden Stadien wurden für die Tour als Austragungsort vorgesehen.
| Stadion               | Stadt    | Kapazität | Spiele  |
| --------------------- | -------- | --------- | ------- |
| The Gabba             | Brisbane | 42.000    | 1. Test |
| Bellerive Oval        | Hobart   | 20.000    | 2. Test |
| Sydney Cricket Ground | Sydney   | 48.000    | 3. Test |

## Kaderlisten
Die folgenden Kader wurden von den Mannschaften benannt.
| Test | Test |
| Australien | Pakistan |
| --- | --- |
| - Greg Blewett - David Boon - Craig McDermott - Glenn McGrath - Ian Healy - Paul Reiffel - Michael Slater - Mark Taylor - Shane Warne - Mark Waugh - Steve Waugh | - Aamer Sohail - Basit Ali - Ijaz Ahmed - Inzamam-ul-Haq - Mohammad Akram - Moin Khan - Mushtaq Ahmed - Rameez Raja - Rashid Latif - Saleem Malik - Saleem Elahi - Saqlain Mushtaq - Waqar Younis - Wasim Akram |

## Tour Match
| 26. Oktober Scorecard | Perth | Pakistanis 210 (50)           | – | ACB Chairman’s XI 207 (49.5) |
|                       |       | Pakistanis gewinnt mit 3 Runs |   |                              |

## Tests

### Erster Test in Brisbane
| 9. – 13. November Scorecard | Brisbane | Australien 463 (161.5)                            | – | Pakistan 97 (41.1) & 240-85.5 (f/o) |
|                             |          | Australien gewinnt mit einem Innings und 126 Runs |   |                                     |

### Zweiter Test in Hobart
| 17. – 20. November Scorecard | Hobart | Australien 267 (78.3) & 306 (102.1) | – | Pakistan 198 (66.5) & 220 (84.3) |
|                              |        | Australien gewinnt mit 155 Runs     |   |                                  |

### Dritter Test in Sydney
| 30. November – 4. Dezember Scorecard | Sydney | Pakistan 299 (113.2) & 204 (94) | – | Australien 257 (98.2) & 172 (66.1) |
|                                      |        | Pakistan gewinnt mit 74 Runs    |   |                                    |